# Бабіна (округ Зволен)
Бабіна (словац. Babiná, угор. Bábaszék) — село, громада в окрузі Зволен, центральна Словаччина. Кадастрова площа громади — 22,17 км². Населення — 553 особи (за оцінкою на 31 грудня 2017 р.).
Перша згадка 1254 року.

## Географія
Протікають Бабінський потік і Сухий потік.

## Населення
| Рік:            | 1994. | 2004.    | 2014.    | 2024.   |
| --------------- | ----- | -------- | -------- | ------- |
| Кількість осіб: | 410   | 458      | 534      | 544     |
| Різниця:        |       | +11,70 % | +16,59 % | +1,87 % |

| Рік:            | 2023. | 2024.   |
| --------------- | ----- | ------- |
| Кількість осіб: | 539   | 544     |
| Різниця:        |       | +0,92 % |